# Józef Zapędzki
Józef Zapędzki (11 de março de 1929 - 15 de fevereiro de 2022) foi um atirador olímpico polonês, campeão olímpico.

## Carreira
Józef Zapędzki representou a Polônia nas Olimpíadas, de 1964, 1968, 1972, 1976 e 1980, conquistou a medalha de ouro em 1968 e 1972, no rifle 25 metros.